# フエゴ山
フエゴ山（フエゴさん、スペイン語: Volcán de Fuego）は、中央アメリカ地峡帯に存在する活火山の1つである。グアテマラのエスクィントラ県とサカテペケス県との県境にまたがっており、その標高は3763 mに達する。

## 概要
グアテマラ国内の火山では最も活発とされ、ほぼ毎年のように噴火している。山の名の「フエゴ」とは、現地の言葉であるスペイン語で「炎」などを意味する。したがって「Volcán de Fuego」を直訳すると「炎の火山」といった意味である。
また、周辺には同じく火山であるアカテナンゴ山とアグア山が有るように、付近は火山の多い場所でもある。そもそもグアテマラ自体が、火山の多い地域として知られている。

## 噴火歴
古来から噴火を繰り返してきたものの、記録に残る最初の噴火は1524年に発生したものである。その後もたびたび噴火が記録されている。
1953年に発生した噴火では、溶岩ドームが形成された。
1974年の噴火では火山灰を大量に噴き上げ、溶岩ドームからは火砕流も発生した。
1977年から1979年にかけての噴火では、また新たに溶岩ドームが形成された。
2002年の噴火以降は、毎年のように噴火している。

### 2012年の噴火
現地時間の9月13日午前10時過ぎに噴火。火山灰などを含んだ噴煙を大量に噴き上げ、火砕流も発生した。広範囲に火山灰を降らせ、火山から40 km離れた地点でも確認された。大噴火の恐れが有るとして、グアテマラ政府は周辺住民約35,000人を避難させた。2012年に入ってから6回目の噴火であり、専門家によると今回の噴火は1999年に発生した噴火の規模に匹敵する大きさだという。
中央アメリカの火山では、この噴火の5日前である9月8日にニカラグア最高峰の火山である、サンクリストバル火山が噴火したばかりであった。

### 2018年の噴火
現地時間の6月3日に噴火し、火山灰等を含んだ噴煙を10 km以上の高さにまで吹き上げ、火山灰はフエゴ山から約40 km離れた首都グアテマラシティでも観測された。このため同市に設置されているラ・アウロラ国際空港が閉鎖された。また、火砕流が周辺の集落を直撃し、死者113人、行方不明者332人を出した。

## 写真集

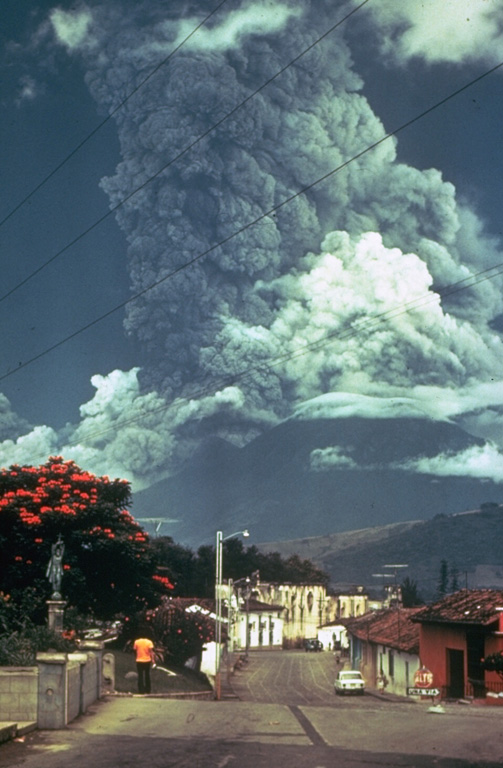
1974年10月の大噴火（1）
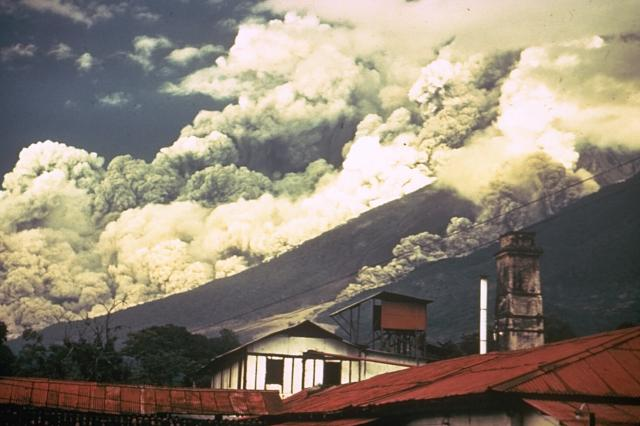
1974年10月の大噴火（2）
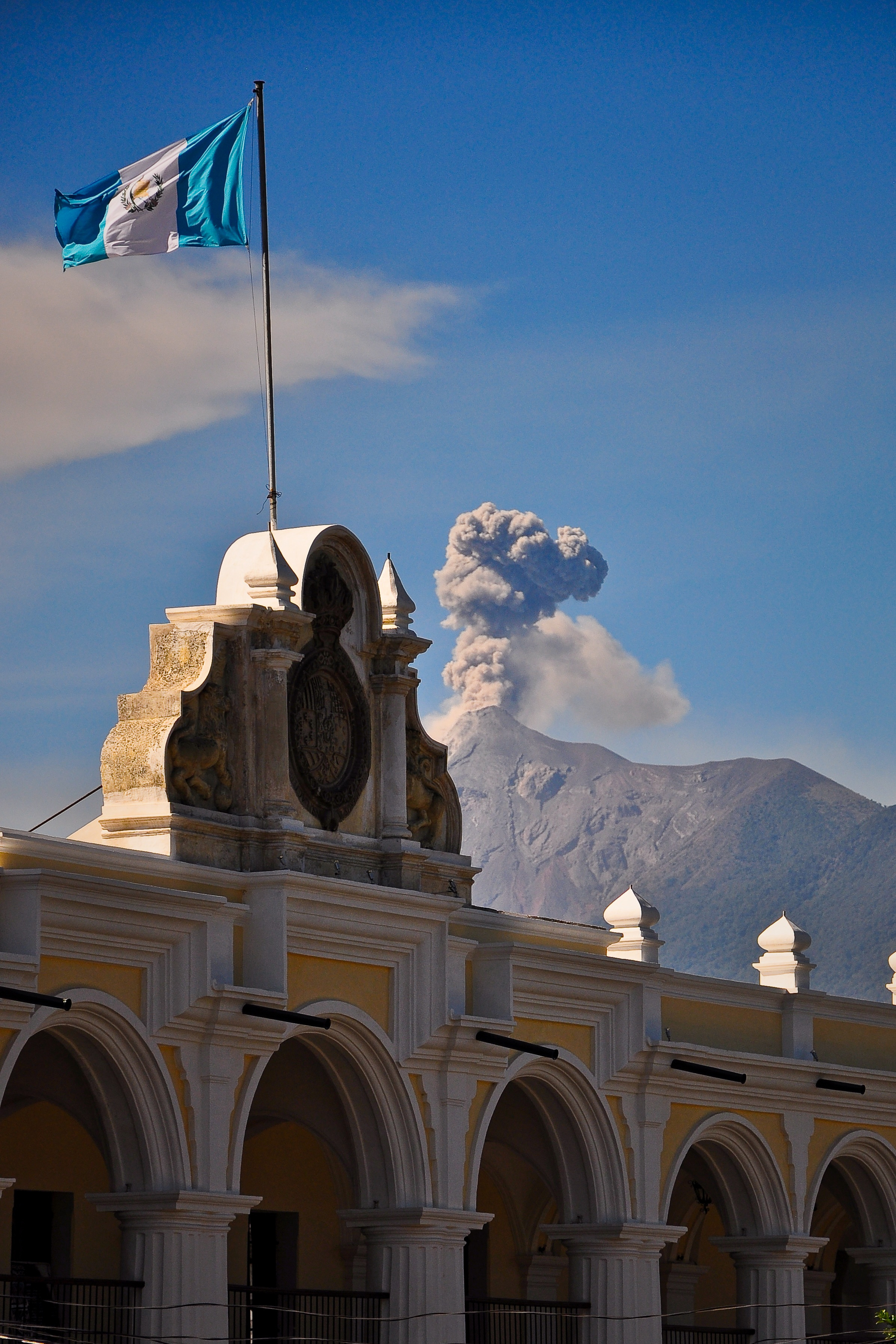
2011年1月11日撮影